# Campllong (samhälle)
Campllong är ett samhälle i Spanien.   Det ligger i provinsen Província de Girona och regionen Katalonien, i den östra delen av landet, 600 km öster om huvudstaden Madrid. Campllong ligger 112 meter över havet och antalet invånare är 126.
Terrängen runt Campllong är platt åt sydväst, men åt nordost är den kuperad. Runt Campllong är det ganska tätbefolkat, med 120 invånare per kvadratkilometer. Närmaste större samhälle är Girona, 9,6 km norr om Campllong. Trakten runt Campllong består till största delen av jordbruksmark.